# Exephanes apicalis
Exephanes apicalis är en stekelart som beskrevs av Tohru Uchida 1926. Exephanes apicalis ingår i släktet Exephanes och familjen brokparasitsteklar. Inga underarter finns listade i Catalogue of Life.